# Josef Lenzi
Josef Lenzi (* 8. Juli 1924 in Häring; † 25. April 1993 in Bad Häring) war ein österreichischer Politiker (SPÖ) und ÖBB-Beamter. Lenzi war von 1975 bis 1985 Abgeordneter zum österreichischen Nationalrat. 

## Leben
Lenzi besuchte nach der Volksschule ein Gymnasium und studierte danach Rechtswissenschaften an der Universität Innsbruck, wobei er 1950 zum Doktor promovierte. Nach seiner Gerichtspraxis war er ab 1952 Direktionsrat und Bediensteter der Österreichischen Bundesbahnen.
Mindestens von 1966 bis 1968 arbeitete Josef Lenzi in der Generaldirektion der Österreichischen Bundesbahnen in der Kommerziellen Direktion als Fachbeamter in der Gehaltsgruppe IXb. 1977 war er in der Generaldirektion der Österreichischen Bundesbahnen in der Finanzdirektion als Leiter der Abteilung Abgaben, Finanzstatistik und Geschäftsbericht mit der Gehaltsgruppe X eingeteilt, aber als Abgeordneter zum Nationalrat enthoben.

## Politik
Im politischen Bereich war Lenzi als Gemeinderat in Bad Häring aktiv, wobei er von 1974 bis 1977 das Amt des Vizebürgermeister innehatte. Er war zudem ab 1969 Mitglied des Landesparteivorstandes der SPÖ Tirol und ab 1974 Obmann der Bezirksorganisation der SPÖ Kufstein. Zudem vertrat Lenzi die Sozialdemokratische Partei Österreichs vom 4. November 1975 bis zum 31. Dezember 1985 im Nationalrat.

## Auszeichnungen
- Goldenes Ehrenzeichen für Verdienste um die Republik Österreich[3]
- Er trug den Amtstitel Hofrat.